# OŠ „Bora Stanković” Klenike
Osnovna škola „Bora Stanković se nalazi u naseljenom mestu Klenike u opštini Bujanovac u Pčinjskom okrugu.

## Naselje Klenike
Klenike je najvažnije naselje u slivu Kleničke reke. Ima povoljan položaj kao seosko naselje jer leži na granici dolinskog dna pogodnog za poljoprivredu i stočarstvo.Klenike je važno i po tome što leži na putu koji iz doline Kleničke reke vodi u klisuru Pčinje. To je najmladje naselje u slivu Kleničke reke.

## Postanak i razvitak Klenika
Zbog povoljnog položaja na mestu gde leži Klenike postojalo je neko staro naselje, za vreme Turaka uništeno. Položaj naselja bio je tako povoljan da je na tom mestu oko sredine XIX veka podignuto današnje Klenike. Zbog središnjeg položaja u slivu reke pomenuto naselje krajem XIX i početkom XX veka postalo je varošica, u njoj se javilo nekoliko i zanatskih radnji, kafana, zatim je naselje bilo oblasno središte turske vojste i policije. Sada u selu ima 12 zanatskih radnji, 1 kafana i 2 trgovine mečovitom robom. Za vreme Turaka Klenike je bilo mešovito naselje imalo je Turaka, Srba i Roma, 1912.godine Turci su se iselili u Skoplje i Tursku. Sada u Kleniku žive Srbi i Romi.

## Škola u Kleniku
Državna osnovna škola na jugu Srbije koja svojim strucnim kadrom utice na poboljšavanje obrazovanja i vaspitanja sa velikim uspehom.

### Nastanak i razvoj škole
Narodna osnovna škola u Kleniku, Srez preševski, otvorena je 1845.godine. Prve učitelje plaćali su u novcu i naturi đački roditelji sve do otvaranja našeg konzulata u Skoplju. Za vreme prvog svetskog rata, u vremenu od 1916. do 1918. godine, škola nije radila. U početku za svoj rad i smeštaj učenika škola je koristila zgradu manastira Svetog Prohora Pčinjskog. U njoj se učilo po manastirskom metodu. Đake su elementarnoj pismenosti učili kaluđeri koji ni sami nisu mnogo više znali od onoga što su na đake prenosili. Najveći uspeh, smatralo se, pokazivao bi đak koji je tačno čitao i uz to razumeo Jevanđelje. Učenici se nisu ravrstavali na razrede, nego su se delili po knjizi koju su savlađivali: na bukvarce, časlovce, psaltirce.
Osnovna škola Bora Stanković u Kleniku od oslobođenja pa do 1.februara 1961. godine nije imala svoju školsku zgradu. Nastava se u ovom periodu izvodila uglavnom u prostorijama koje uopđte nisu odgovarale higijensko-pedagoškim principima: bile su niske, mračne, nepatosirane i male, tako da se nastava u ovom periodu odvijala teško. Zgrade u kojima se izvodila nastava u prvim posleratnim godinama bile su svojina manastira Prohora Pčinjskog, a kasnije kada je broj učenika iz godine u godinu rastao, to su bile prostorije doma Opšte zemljoradničke zadruge u Klenuku, prostorije crkve i razni privatni lokali koji su bili udaljeni jedan od drugog po stotinu metar. Posle oslobođenja od okupatora školstvo se naglo se razvija, broj učenika rastete se pokazala i potreba da se otvore nove škole. U školskoj 1945/50. god. osnovna četvororazredna škola u Kleniku prerasta u nižu gimnaziju odn. kasnije u osmogodišnju školu. Osmogodišnnja škola je počela sa radom 1950. godine. Prva generacija učenika škole je završila osmi razred školske 1953/54. godine. S obzirom na to da raste broj učenika, postojeći školski prostor u zgradi manastira Prohora Pčinjskog nije zadovoljavao trenutne potrebe. Zbog toga se pojedine prostorije doma Opšte zemljoradničke zadruge u Kleniku adaptiraju i prilagođavaju potrebama za smeštaj novootvorenih odeljenja. U ovoj prvoj školskoj godini kada osnovna škola prerasta u nižu gimnaziju pri ovoj školi bila su 4 odeljenja sa ukupno 216 učenika. Kasnije broj učenika se stalno povećava i dostiže stanje u školskoj 1961/62.godini 15 odeljenja i 586 učenika.
Iz godine u godinu broj učenika se povećava, a samim tim i potrebe za školskim prostorom su bile veće. Zbog stalnog povećanja broja učenika prostorije doma Opšte zemljoradničke zadruge nisu bile više dovoljne za smeštaj učenika. Zbog toga su za smeštaj odeljenja korišćeni privatni lokali, prostorije crkve Sv.Petke. Sve ove prostorije jedne od drugih bile su udaljene i po stotinu metara, a neke i više.
Zbog toga nadležni organi prilaze rešavanju ovog pitanja i 1959.godine bivši NOO-e Klenike uradio je elaborat za izgradnju nove školske zgrade, a iz stambenog fonda izdvojeno je 4 miliona dinara za početk izgradnje nove školske zgrade. U međuvremenu je izdvojeno jos 10 miliona dinara ali s obzirom na to da su i ova sredstva bila mala,nije se mogao podići sprat,već je samo urađena betonska ploča i na istoj postavljena krovna konstrukcija, a podrumske protorije prilagođene su za učionice. Na taj način u novoj školskoj zgradi osposobljeno je 8 učionica u kojima se nastava izvodi od 6.februara 1962.godine.

### Škola danas
Osnovna škola Bora Stanković trenutno ima 277 učenika od prvog do osmog razreda. Nastava se izvodi u matičnoj školi i u osam područnih odeljenja (Klinovac, Trejak, Kuštica, Spančevac, Sebrat, Jablanica, Sejace i Brnjare). U svim područnim odeljenjima nastava se izvodi u kombinovanim i nepodeljenim odeljenjima. Škola raspolaže oskudnim fondom knjiga, a nastavna sredstva koja škola ima su stara i ne mogu u potpunosti da prate savremenu nastavu,ali i pored toga učenici postižu uspehe na takmičenjima svih nivoa.
Škola u saradnji sa sredinom održava i pomaže različite manifestacije sa kulturnim sadržajem: obeležavanje dana škole i dana Svetog Save i rad različitih sekcija.
Škola je otvorena prema lokalnoj zajednici i spremna za saradnju sa roditeljima u svim svojim aktivnostima. Tradicija škole preko je 100 godina u vaspitanju i obrazovanju dece. Najveća snaga škole su učenici i nastavni kadar koji je svojom stručnošću i kreativnošću spreman za preuzimanje mnogih inicijativa kako u pogledu stručnog usavršavanja, tako i u prilagođavanju nastave uvažavanjem individualnih razlika i sposobnosti učenika. Maksimalna posvećenost nastavnika u radu sa nadarenim učenicima rezultira uspesima učenika na svim nivoima takmičenja.
Trenutno je u skoli zaposleno 14 profesora razredne nastave, 23 profesora predmetne nastave, 8 pomoćnih radnika, dok u upravi rade 6 radnika. Učenici ove škole postižu uspehe na takmičenjima svih nivoa. Škola u saradnji sa sredinom održava različite manifestacije sa kulturnim sadžajima: obeležavanje Dana škole, Dana Svetog Save.
Postojanje raznovrsnih sekcija kao što su horska, folklorna, dramska, recitatorska, kviz znanja itd. privlače pažnju velikog broja učenika.

## Istaknuti učenici
- Prof dr Božidar Popović (istureno odeljenje u Klinovcu)- Profesor matematike, autor mnogih matematičkih udžbenika, učesnik u esperantskom pokretu i izdavač časopisa: SCEINCA i REVUO.
- Stojadin M. Stojanović (istureno odeljenje u Klinovcu)- Profesor više škole, autor i koautor sedam udžbenika za srednje škole i jednog udžbenika za osnovnu školu, autor knjige "Manastir Sveti Prohor Pčinjski".
- Mr Vlastimir Mihailović (istureno odeljenje u Klinovcu)- Profesor psihološke-pedagogije, profesor i direktor Učiteljske škole u Vranju, profesor na Višoj pedagoškoj školi i Višoj školi za obrazovanje radnika u Vranju.
- Prof. dr Velimir Sotirović - Profesor matematike i fizike, dekan i profesor na Tehničkom fakultetu "Mihajlo Pupin" u Zrenjaninu Informatičke tehnologije, Metodike informatike i Statističke metode.
- Prof. dr Blagoje Timčić (istureno odeljenje u Brnjaru)- Prvi kardiolog u istoriji vranjskog zdravstva, načelnik Internog odeljenja Opšte bolnice u Vranju. Dobitnik brojnih priznanja u oblasti zdravstva.
- Dr Slađan Đelić (istureno odeljenje u Kuštici)- Specijalista pneumoftiziologije.
- Velimir Džalić- Učitelj sa zapaženim uspesima u svojoj struci.
- Jagoda Đorđević (istureno odeljenje u Trejaku)- Psiholog sa izuzetnim doprinosom vranjskim vrtićima.
- Zoran Antić (istureno odeljenje u Sejacu)- Ekonomista, direktor filijale Nacionalne službe za zapošljavanje.
- Dr Goran M. Nedeljković (istureno odeljenje u Sejacu)- Specijalista otorinolaringologije i profesor u Srednjoj medicinskoj školi u Vranju.
- Dr Dejan D. Veličkov- Specijalista kliničke biohemije.

Istaknuti učenici završne (1954/55.) godine
- Stojanović (Stanimir) Vlastimir iz Spančevca, Pukovnik VS. nastanjen u Beogradu.
- Tončić (Mile) Aleksandar iz Spančevca, Pravni fakultet - sudija Privrednog suda u Skoplju gde je i nastanjen.
- Petrušević (Serafin) Tomislav iz Spančevca, diplomirani pravnik - Fakultet beѕbednosti, komandir milicije Supa Bujanovac, živi u Paraćinu.
- Sentić (Aleksandar) Branko iz Petke, inžinjer, radio u gumoplastiku, nastanjen u Vranju.
- Manasijević Svetomir iz Starca, pukovnik VS, nastanjen u Požarevcu.

Istankuti učenici posle završne (1955) godine
- Mitrović (Pera) Antonije iz Spančevca, Ekonomski fakultet, jedan od direktora Simpa.
- Arsić Stojan iz Petke, doktor (reumatolog), bio je direktor Bujanovačke banje, direktor doma zdravlja u Bujanovcu i predsednik opštine Bujanovac.
- Tasić (Dobrosav) Mile iz Buštranja, doktor nauka, radio u Skoplju i Vranju.
- Mančić (Petra) Janko iz Spančevca, teolog, radio je u Eparhiji Vranjskoj.
- Trajković (Živojin) Aleksandar, iz Spančevca, profesor muzike, radio u Vranju.
- Đorđević (Stojadin) Petar iz Spančevca, inžinjer rudarstva, bio je direktor rudnika „Felspad” u Bujanovcu.
- Arsić (Aleksandar) Spira iz Spančevca, radio je kao direktor u Rumi.
- Đorđević (Stojan) Žika iѕ Kuštice, ekonomski fakultet, radio je kao direktor Klanice u Bujanovcu, načelnik SUP-a Bujanovac i direktor Poreske uprave u Preševu.
- Petrušijević (Dobrosava) Jovica iz Spančevca-Petka, građevinski fakultet, građevinski spektor u Opštini Bujanovac.

## Nastavni Kadar 1954/55. godine
- Sveta Sotirović iz Mezdraje, učitelj (matematika)
- Olivera Zafirović, učiteljica
- Aleksandar Zafirović iz Spančevca, direktor škole
- Tomislav Protić iz Klinovca učitelj (fiskultura)
- Svetlana Jović, učitelj (domaćinstvo)
- Antić Voja, učitelj (geografija)
- Žarko Ristić, učitelj
- Zlatković Vlada, učitelj (srpski jezik)

## Literatura
- Popović Borivoje i Smiljković Stana (2014): "Osnovna škola u Kleniku", Zapisi-Društvo za očuvanje kulturno-istorijskih vrednosti Srba, Bujanovac

## Spoljašnje veze
- Zvanična internet prezentacija škole